# Ana Mulvoy-Ten
Ana Maria Mulvoy-Ten (Croydon (Londen), 8 mei 1992) is een Britse actrice.

## Biografie
Mulvoy-Ten werd geboren in Croydon (Londen) bij een Spaanse moeder en een Ierse vader en groeide op in Engeland en Spanje, zij spreekt zowel Engels als Spaans. Zij heeft een jongere broer en drie geadopteerde zussen.
Mulvoy-Ten begon in 2003 als jeugdactrice met acteren in de televisieserie Star, waarna zij nog meerdere rollen speelde in televisieseries en films. Zij is vooral bekend van haar rol als Amber Millington in de televisieserie House of Anubis waar zij in 117 afleveringen speelde (2011–2013).

## Filmografie

### Films
- 2019: Selah and The Spades - als Bobby
- 2018: Ascension - als Angela
- 2017: The Queen of Hollywood Blvd - als Grace
- 2016: Outlaw - als Jen
- 2015: The Girl in the Book - als jonge Alice
- 2015: Ur in Analysis - als Daisy
- 2012: First Time Loser - als Leila
- 2011: Red Faction: Origins - als Vayla
- 2003: My House in Umbria - als meisje

### Televisieseries
Uitgezonderd eenmalige gastrollen.
- 2017: American Crime - als Shae Reese - 7 afl.
- 2015: Vanity - als Karen - 7 afl.
- 2011–2013: House of Anubis - als Amber Millington - 117 afl.
- 2008–2010: Cosas de la vida - als Rosi - 27 afl.

- Library of Congress Control Number: no2016079271
- Virtual International Authority File: 153146936617713780662
- WorldCat: E39PBJf8ykcGVGjHFPRpGTjjYP